# ソフィー・モンク
ソフィー・モンク (Sophie Charlene Akland Monk, 1979年12月14日 - ) は、オーストラリアの歌手、 女優、モデル。

## バイオグラフィー
イングランド生まれ。両親とともにオーストラリアのクイーンズランド州ゴールドコーストに移住。
かつて女性ポップグループ、バルドーの一員として活動し、のちにソロ活動を始める。代表作は 「カレンダーガール」 (Calendar Girl) (2003年)。
その後、映画女優として 「最'愛'絶叫計画」(2006年)、「もしも昨日が選べたら」(2006年)、「セックス・カウントダウン」(2007年) などに出演。

## 出演作品
- ブロンド・ボンバーガールズ (2010)
- スプリング・ブレイクダウン (2009)
- ヒルズ・ラン・レッド　-殺人の記録- (2009)
- マーダーランド (2009)
- セックス・カウントダウン (2007)
- アントラージュ★オレたちのハリウッド（シーズン４） (2007) ゲスト出演
- 最'愛'絶叫計画 (2006)
- もしも昨日が選べたら (2006)
- エクスタシー (2005)